# Alexander Paul Sack
Alexander Paul Sack -castellanizado, Alejandro Pablo Sack - (fl. 1826-1828) fue un jardinero inglés, quien fue contratado por el presidente de Argentina Bernardino Rivadavia, en Londres el día 6 de junio de 1826, designándolo Jardinero botánico de las Provincias Unidas, teniendo a Samuel Atwell (o Attwell, o Atevell) como ayudante.
Haciéndose cargo del Jardín botánico que llevaba el nombre de Escuela de Agricultura Práctica y Jardín de Aclimatación, que se instalaría en la Quinta de la Recoleta fundado por decreto del 7 de agosto de 1823, emitido por el mismo Rivadavia.
El 4 de enero de 1827 se dio más extensión al cementerio del Norte (Cementerio de la Recoleta) y al Jardín de Aclimatación.
Manuel Dorrego suprime el Jardín por decreto del 14 de febrero de 1828, agregando el terreno que ocupaba al del Cementerio, cuya ampliación juzgaba necesaria, y atendiendo a que con el jardín no se habían obtenido los resultados que eran de esperar, a pesar de no haberse perdonado medio alguno para su fomento.

## Rivadavia
Desde 1812, Rivadavia había mostrado un gran interés en poblar el campo y desarrollar la producción agraria que hasta esa fecha se reducía a algunos escasos cultivos hortícolas y a la explotación del ganado cerril. Fue así que el 7 de agosto de 1823, siendo ministro de Gobierno y Relaciones Exteriores, crea la Escuela de Agricultura y Jardín de Aclimatación de la Recoleta. Para dirigirlo trae de Francia al Prof. Pierre Baranger, pero sus ideas eran muy adelantadas para la época y por varios meses no pudo conseguir alumnos. Dos años después, Juan Gregorio Las Heras suprimió la Escuela de Agricultura.
En esos momentos, Rivadavia estaba en Londres y como se había cerrado la escuela, pero no el jardín de aclimatación contrata al técnico Sack para dirigirlo y compra 14 cajas de semillas varias a la firma Hullet & Bros. Pero cuando el barco arribó al Río de la Plata había una gran bajante y no pudo llegar a Buenos Aires, de modo que las nueve cajas salvadas fueron desembarcadas en Montevideo. 
Mientras se cumplían los trámites burocráticos para reembarcar dichas semillas a Buenos Aires, en el puerto de Montevideo se echaron a perder 7 de las 9 cajas, de modo que a Buenos Aires solo llegaron dos. Aun así, Sack y su ayudante Samuel Atwell hicieron maravillas y el jardín llegó a producir miles de frutales hasta entonces desconocidos, en Argentina. El 14 de febrero de 1828, Manuel Dorrego, siendo gobernador e Buenos Aires, también clausura el Jardín de Aclimatación de la Recoleta.

## Fuente
- Wiki culturaapicola.com
- Loudon, J.C. 1839. The Gardener's Magazine and Register of Rural. Ed. Longman, Londres.
- ---------------. 1827. The Gardener's Magazine and Register of Rural & Domestic Improvement, vol. 2. Ed. Longman, Rees, Orome, Brown & Green